# Utrdbe na karibski strani Paname: Portobelo-San Lorenzo
Utrdbe na karibski strani Paname: Portobelo-San Lorenzo so vojaške zgradbe, ki jih je v 17. in 18. stoletju zgradil Španski imperij na karibski obali province Colón v Panami. Ruševine so na obali province Colón. Zaradi njihovega kulturnega pomena je Unesco leta 1980 mesta vpisal na seznam svetovne dediščine v skladu z merili (i) in (iv) z opisom: »Čudoviti primeri vojaške arhitekture iz 17. in 18. stoletja, te panamske utrdbe na karibski obali so del obrambnega sistema, ki ga je zgradila španska krona za zaščito čezatlantske trgovine.«

## Lokacija
Utrdbi Portobelo in San Lorenzo sta približno 80 kilometrov ena od druge na atlantski obali Paname. Vojaške strukture Portobela so zagotavljale varnostno kritje na karibskem delu panamskega pristanišča, medtem ko so utrdbe v San Lorenzu ščitile reko Chagres pri njenem izlivu. Pristanišče je bilo zgrajeno kot nadomestni karibski terminal tistemu v Nombre de Dios za plovbo skozi Panamsko ožino. Glavni namen je bil izogniti se kopenski poti, ki je bila prizadeta v deževnih mesecih. Dostop do reke Chagres-Cruces je bil kombinacija vodne in kopenske poti, zgrajene kot alternativa pristopu do Portobela preko Camino Real in mesta Panama. Najdene so bile utrdbe na karibski strani Paname: Portobello – San Lorenzo s strani Španskega imperija.

## Ozadje
Leta 1502 je Krištofa Kolumba ujelo hudo neurje na morju in moral je pristati v vasi ob Panamski ožini. Po legendi jo je poimenoval Puerto Bello (Lepo pristanišče). Leta 1586 je Bautista Antonelli pripravil načrte za prvo izmed utrdb za zavarovanje vstopa v zaliv Portobelo in izliv reke Chagres ter jih zgradil do leta 1590. Mesto San Felipe de Portobelo pa je bilo ustanovljeno 20. marca 1597. Skozi stoletja se je Portobelo razvil v strateško špansko ustanovo v Novem svetu, saj je bil dobro povezan s kamnito tlakovano cesto do mesta Panama. Pomen pristanišča kot ključne pretovorne lokacije za španske konkvistadorje je bil za začasno skladiščenje uplenjenega zlata in srebra iz inkovskih rudnikov. Nagrabljeni zaklad so prepeljali na oslovskih karavanah s pacifiške strani Panamske ožine v Portobelo na karibski strani, preden so ga končno poslali španskemu kralju.

## Zgodovina
Ko je pomen vasi naraščal, so varnostne pomisleke reševali z gradnjo vojaških utrdb od leta 1600 do zadnjih utrdb pri Santiagu in Fernandu v zalivu leta 1753. Vsega skupaj je bilo na hribih za pristaniščem Portobelo zgrajenih 10 različnih utrdb, zaradi česar je bilo »najbolj močno utrjena španska obalna nadzorna točka v Ameriki«. Številne utrdbe so bile napadene in sesule na kupe ruševin; le utrdbe, zgrajene leta 1753, so preživele v dobrem stanju, saj je admiral Vernon obšel Portobello med zadnjo bitko. Pred tem sir Francis Drake ni bil uspešen pri napadu na utrdbo, saj je podlegel vročini in bil pokopan v zalivu. Toda leta 1596 je zažgal Nombre De Dios. Njegova svinčena krsta, zakopana v morju, nosi njegovo ime. Leta 1597, po Drakovi epizodi, se je Španski imperij odločil utrditi pristanišče, saj so zakladnico preselili v Portobelo. Trdnjava San Felipe je bila zgrajena najprej na vhodu v pristanišče in je bila utrjena s 35 topi. Utrdba San Jeronimo je bila zgrajena na vzhodnem delu zaliva, utrdba Santiago de la Gloria pa na zahodnem delu zaliva. Te utrdbe so bile zgrajene z zidovi iz koralnih kamnov, ki so močni kot granit. Leta 1668 je Welsh Buccaneer sir Henry Morgan napadel Portobelo, pri čemer je uporabil lestve, ki so bile dovolj široke, da so lahko prepeljale 3 možje, ki so bili pripravljeni za vzpon na zidove utrdb. Mesec dni so pirati zasedli mesto, vendar ni bilo poročil o večji škodi na obrambnih strukturah. Leta 1688 sta angleški pirat Bartholomew Sharp in francoski gusar La Sound napadla utrdbe in povzročila različno škodo. Napadi leta 1744 so utrdbam prizanesli, vendar je bila carinarnica močno poškodovana.
Več kot dve stoletji po tem, ko so bile leta 1753 zgrajene zadnje utrdbe, so bile utrdbe in obzidja popolnoma zanemarjene, kar je povzročilo zaraščanje vegetacije, dokler se panamska vlada ni odločila, da jih obnovi. Ko je Panama postala neodvisna država, je Španija leta 1821 opustila trdnjavo San Lorenzo. Po združitvi Paname s Kolumbijo je bila utrdba uporabljena kot zapor. Potem je bila to pošta za dostavo pošte iz Britanije v Latinsko Ameriko. V mestu Chagres in pod utrdbo ter na zahodnem bregu reke Chagres je bilo zatočišče za pustolovce kalifornijske zlate mrzlice leta 1849. S prihodom železnice leta 1850 se je pomen medoceanske poti reke Chagres zmanjšal.
Julija 2012 je Unescov odbor za svetovno dediščino uvrstil Portobelo in bližnjo utrdbo San Lorenzo na seznam ogrožene svetovne dediščine zaradi skrbi za okolje, neustreznega vzdrževanja in nenadzorovanega urbanega razvoja. V začetku leta 1989 je Unesco območje vpisal med kulturno dediščino pod merili (i) in (iv) na seznamu območij svetovne dediščine.
V skladu s pravnim okvirom Paname so te utrdbe zaščitene z zakonom 14/1982, posodobljenim z zakonodajo zakona 58/2003 v zvezi z dediščino. Zgodovinske strukture, najdene pod vodo, so zajete v zakonu 32/2003.

## Arhitektura
Zaliv Portobelo ima številne utrdbe, ki posnemajo evropske načrte vojaške arhitekture, zgrajene v kolonialnem obdobju (1596–99). Strukture, zgrajene v zgodnejših letih, so bile v srednjeveškem slogu (Antonellijevi španski modeli). Vendar so bile v 18. stoletju zgradbe zgrajene s prenovo neoklasicističnih značilnosti (Salas in Hernandez (1753–60)), kot jih vidimo v utrdbah Santiago, utrdbi San Jeronimo in utrdbi San Fernando ter utrdbi San Lorenzo. Leta 1744 poškodovana carinarnica je bila obnovljena in se zdaj uporablja kot muzej. Puške, ki so bile med različnimi napadi nabodene, da bi preprečile prihodnjo uporabo, rjavijo, leseni vozički pa so bili polomljeni in odstranjeni. Vendar pa so utrdbe v dobro ohranjenem stanju.
Utrdbe San Fernando vključujejo:
- Spodnja baterija, zgornja baterija in trdnjava na hribu
- Trdnjava baterije San Jerónimo

Utrdbe Santiaga vključujejo:
- Grad Santiago de la Gloria, baterija in utrdba na hribu
- Stara utrdba Santiago
- Ruševine Castillo del Hierro (železni grad)
- Najdišče La Trinchera
- Baterija Buenaventura
- Mesto San Cristobal

Območje reke Chagres vključuje:
- Grad San Lorenzo (prvotno "San Lorenzo el Real del Charge")
- Spodnja baterija

## Galerija
- Ruševine
- Top